# María Enriqueta Camarillo
María Enriqueta Camarillo y Roa de Pereyra  (Coatepec, Veracruz, 19 de enero de 1872 - Ciudad de México, 1968) fue una poeta, cuentista, traductora, pianista, novelista y dramaturga mexicana del siglo XIX. Nominada al premio Nobel en 1951.

## Sobre su vida
Nació el 19 de enero de 1872, en la calle Jiménez del Campillo de la ciudad de Coatepec, Veracruz, donde se conserva una placa alusiva. Fue hija de Alejo Camarillo y Dolores Roa Bárcena quien a su vez era sobrina del escritor José María Roa Bárcena. Los primeros años de su infancia transcurrieron en su ciudad natal, donde disfrutaba de dar paseos por las fincas. Gustaba de cultivar flores, criar gallinas, ordeñar vacas y bañarse en arroyos y pozos según contó en sus memorias. A los seis años comenzó a dibujar y escribir. A los siete años se trasladó a la Ciudad de México. En la capital estudió en el Conservatorio de Música en 1887 y se recibió como maestra de piano en 1895. A partir de entonces su vida transcurrió en medio de conciertos, recitales, audiciones, clases y compuso algunas piezas musicales, aunque siempre prefirió dedicarse a las letras.
El 7 de mayo de 1898, en pleno auge del Porfiriato se casó con el historiador Carlos Pereyra. No tuvo hijos. Su casa fue convertida en museo. Actualmente se llama la "Casa Museo de María Enriqueta Camarillo" y está ubicada en su pueblo natal de Coatepec, Veracruz, México, en la calle de Ignacio Zaragoza número 3, en el centro de Coatepec (Veracruz, México). Esta casa no fue donde ella nació, sino que la recibió como un regalo cuando regresó a México tras estar fuera del país por muchos años.

## Su escritura

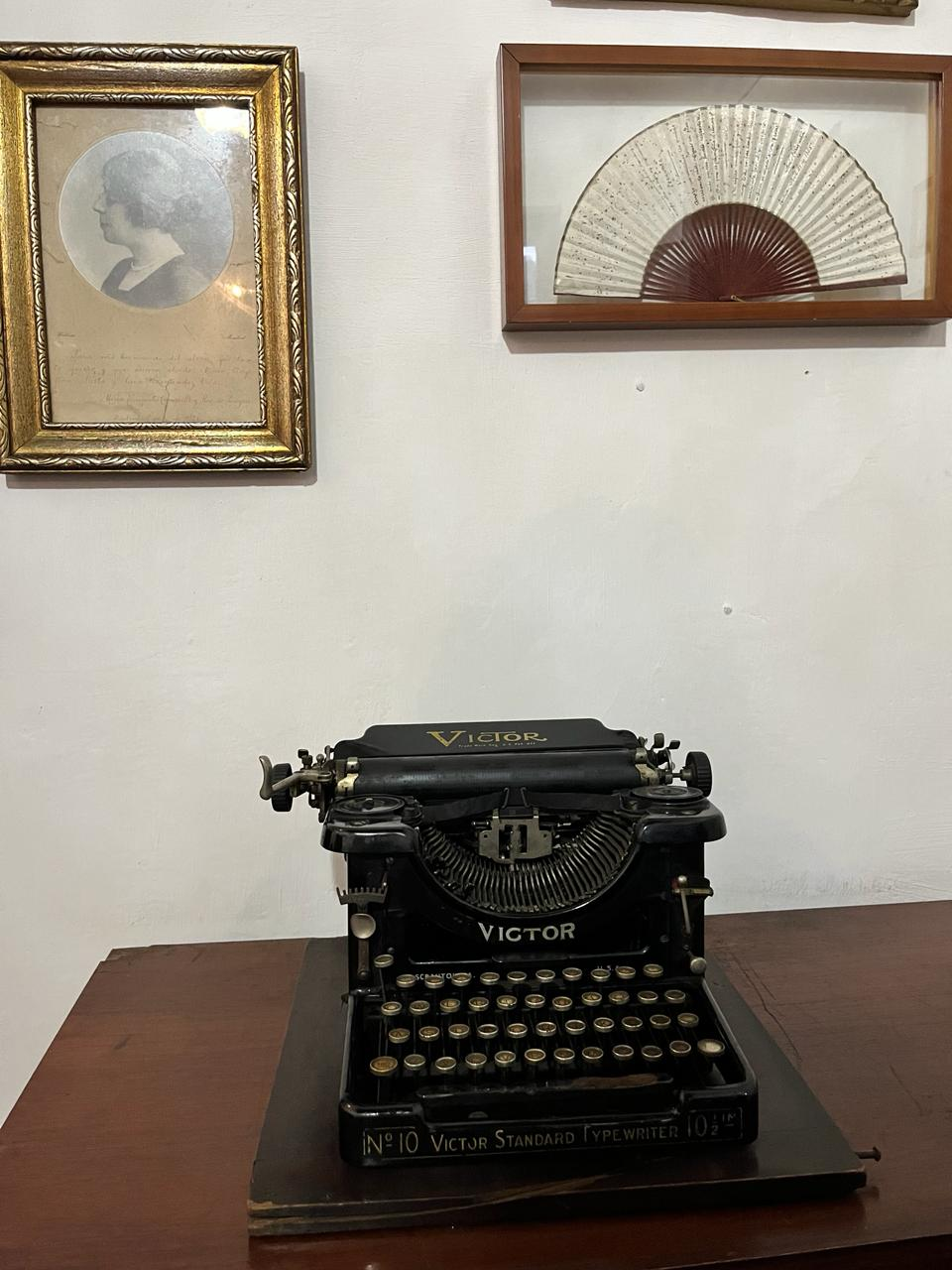
Máquina de escribir de María Enriqueta

En 1894 a los 22 años comenzó a colaborar en la Revista Moderna, Revista Azul y El Mundo Ilustrado, que eran las revistas y periódicos más importantes del México del Porfiriato. Bajo el seudónimo de Iván Moszkowski, se publicaron sus primeros dos libros de poemas. Un año después ya sería reconocida como una mujer de letras por sus contemporáneos ubicándose en el auge dentro del Modernismo Hispanoamericano como una de las pocas mujeres escritoras. También colaboró con la revista heredera del modernismo La Revista Moderna que en su segunda época se llamó Revista Moderna de México donde colaboró entre 1903-1911.
Además de la poesía, cultivó la narrativa. Fue recopiladora y editora de los libros de lectura Rosas de la infancia y Nuevas rosas de la infancia.
Colaboró en una revista feminista, que aunque conservadora, fue escrita por mujeres y para mujeres llamada La Mujer Mexicana (1904-1906) junto con otras mujeres bastante fuera de lo normal como la escritora Laura Méndez de Cuenca, las doctoras en medicina Columba Rivera y Antonia Ursúa y la abogada Victoria Sandoval de Zarco. María Enriqueta Camarillo no solo fue colaboradora, sino que estuvo en el cuerpo de redacción.

## Premios y distinciones
- Candidata a Premio Nobel de Literatura, 1951
- Casa museo María Enriqueta, Coatepec, Veracruz y versión virtual en Facebook.
- Parque María Enriqueta Camarillo en la Colonia del Valle, Alcaldía Benito Juárez, Ciudad de México

## Obras

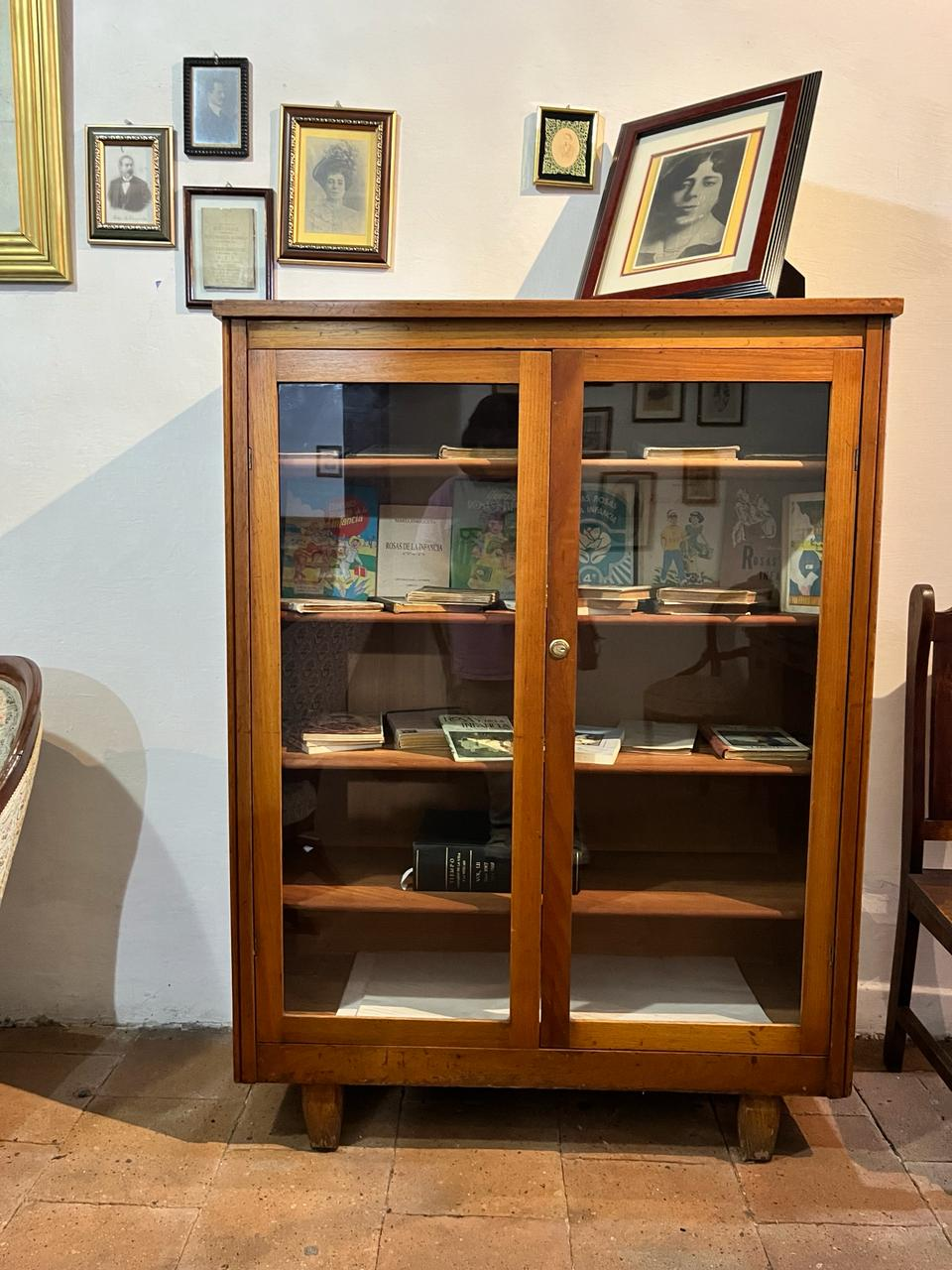
Vitrina Exhibidora de la Casa museo María Enriqueta

### Poesía
En 1902 publicó su primer libro, Las consecuencias de un sueño, formado por un único y largo poema. Después saldría a la luz Rumores de mi huerto (1908) el cual presentó en la editorial Casa Ballesca de México.
En 1912 se publicó el que tal vez es su libro más famoso, titulado Rosas de la infancia, utilizado en las escuelas para que los niños y niñas aprendieran a leer. 
Más tarde tocarían la imprenta Álbum sentimental (1926), Recordando dulcemente (1946) y Hojas dispersas (1950). En 1990 se reeditaron, en un solo volumen, Rumores de mi huerto y Rincones románticos.

#### Poemarios
- Rumores de mi huerto (1908)
- Rincones románticos (1922)
- Álbum sentimental (1926)
- Poesías del Campo (1935)
- Recordando dulcemente (1946)

Hay poemas insertos en sus obras narrativas:
- Mirlitón (1918)
- Fantasía y Realidad (1933)
- Hojas Dispersas (1950)

### Narrativa
Su primera publicación en prosa fue en enero de 1895 en la Revista Azul (la revista modernista de Manuel Gutiérrez Nájera) y se tituló "El Maestro Floriani".
Muchos de los primeros cuentos que escribió María Enriqueta pueden calificarse de autobiográficos y generalmente nos remiten a su niñez, algunos de ellos son:
- "La puerta verde"
- "La mano de mi padre"
- "Una culebra"
- "Esquilo y Béquer"
- "Urgente"
- Lo irremediable (1927)

#### Novelas
- Mirlitón (1918), publicada en Madrid y muy bien recibida, como lo prueba el que fuera traducida al francés
- Jirón del Mundo (1918)
- Sorpresas de la vida (1921)
- El secreto (1922)
- Entre el polvo de un castillo (1924)
- El misterio de su muerte (1926)
- Enigma y símbolo (1926)

#### Prólogo
- Prólogo a la novela La Hiedra de la escritora y poeta Emmy Ibáñez, 1953. Ed. Mi Mundo.

#### Literatura de viajes
- Brujas, Lisboa, Madrid (1930) fue una obra que no se parecía a nada de lo que hubiese escrito antes. Era una especie de diario de viaje, que analizaba el espíritu de las ciudades de Brujas, Lisboa y Madrid y cómo la esencia de cada ciudad la había afectado.
- Del tapiz de mi vida (1931) es una colección de reflexiones autobiográficas sobre los hijos, la muerte de la madre y sus viajes por Bélgica, Suiza y España, en cuya capital, Madrid, vivió exiliada 32 años.[8]

### Obras de Camarillo traducidas a otros idiomas
Sus libros fueron traducidos a varios idiomas. Entre ellos el portugués. La biblioteca nacional de Portugal tiene los siguientes:
- "Contosinhos de cristal" de María Enriqueta Camarillo. Editor: Alfredo Morais. Lisboa. Empresa Diario de Noticias, 1927.
- "O Sagredo" de María Enriqueta Camarillo. Traduc. Dulce L. de Figueredo. Prefacio de Fidelino Figerereido. Lisboa. Empresa Literaria Fluminense, 1926.

En francés fue traducido su libro "El secreto" en 1922:
- "Le Secret" de María Enriqueta Camarillo. Colección "Les Cahiers femenines" traductores: Agathe Valéry y Mathilde Pomès. París. Editorial Blond Do Gory, 1922.

### Traducciones hechas por Camarillo
- El teatro clásico francés de Charles Augustin Sainte-Beuve
- La mujer y el amor en la literatura francesa siglo XVII - Sainte-Beuve
- Los grandes testigos de la revolución francesa - Sainte-Beuve
- Diario íntimo de Federico Amiel
- Biblioteca de mitio de Rodolphe Töpffer
- Cantores de la naturaleza - Sainte-Beuve

### Pintura/dibujo
María Enriqueta Camarillo petunia también fue una pintora que ilustró sus propios libros. Un ejemplo de su obra en dibujo se puede ver en su poemario "Álbum Sentimental" de 1926.

### Música
María Enriqueta Camarillo fue una concertista de piano conocida en México. Aparecía en público dando conciertos y tocando piezas de compositores como Chopin, Weber y Leopoldo Palacios.

## Casa Museo María Enriqueta

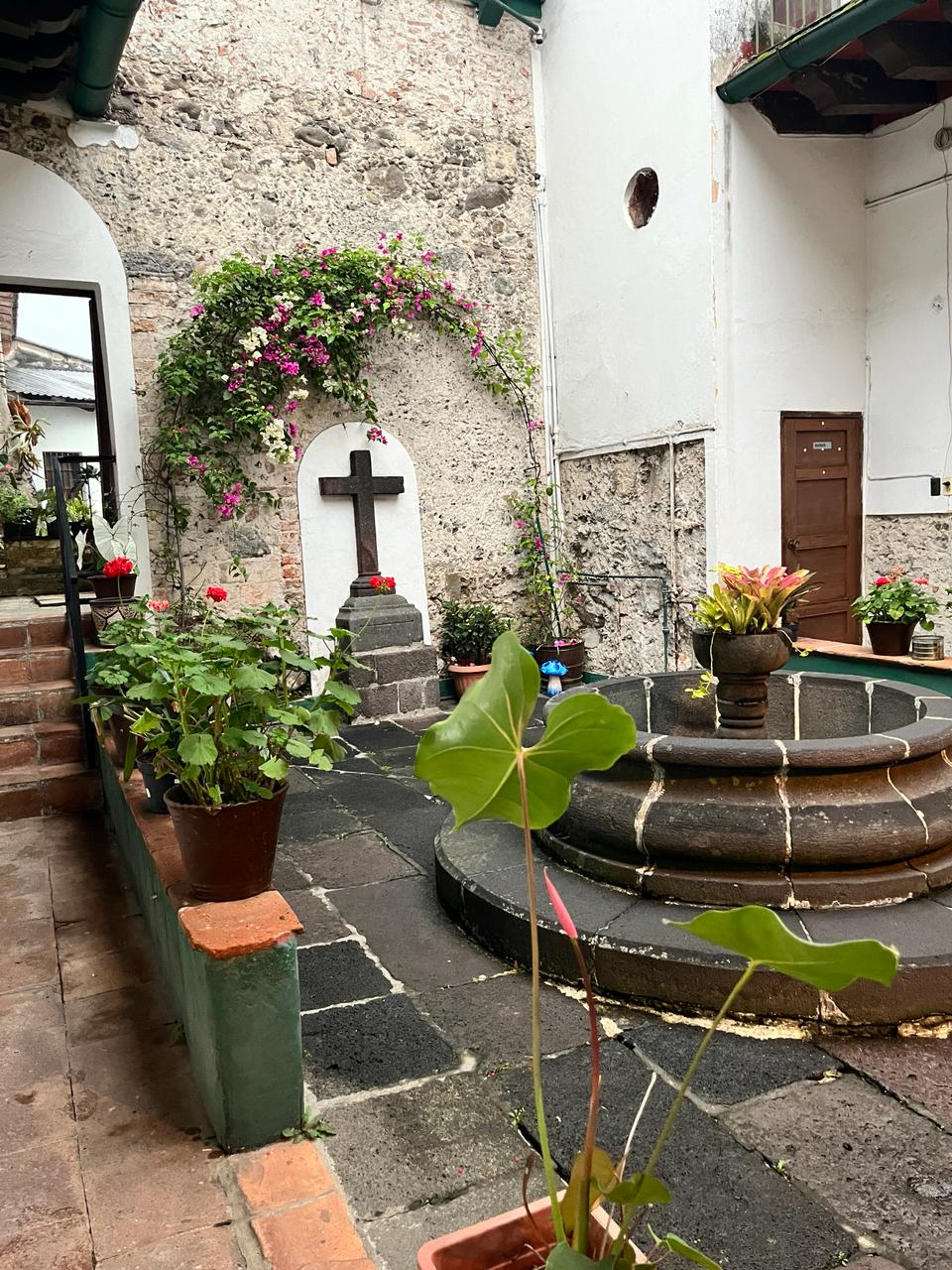
Patio principal Casa Museo María Enriqueta

La casa que había sido en su día el hogar de la poetisa fue transformada en un museo que abrió sus puertas en 1976. A pesar de haber residido en este lugar durante un breve período de su extensa vida, su importancia para la sensible niña que fue María Enriqueta no puede subestimarse; el contacto con el entorno natural de este lugar le inspiró creaciones poéticas y narrativas de gran profundidad y resonancia.
Después de su fallecimiento en 1968, sus amigos en Coatepec, agradecidos eternamente por los bellos escritos que ella había dedicado a su tierra natal, iniciaron un proyecto destinado a perpetuar su legado. Así nació la Casa Museo María Enriqueta y su asociación depositaria, el Círculo Cultural Amigos de María Enriqueta, A.C., establecido en 1975.
Es importante destacar que antes de la formalización de esta asociación, un grupo de personas en Coatepec, interesadas en preservar la memoria y la obra de María Enriqueta, iniciaron reuniones y esfuerzos para asegurar la existencia del grupo. Entre ellos se encontraban Ana Palacios de Mora, Dolores Armand, Margarita Jácome, Joaquín García, Julio García e Inés Rebolledo, entre otros. Actualmente, el Círculo Cultural mantiene un grupo de asociados que se reúnen mensualmente en la Casa Museo para honrar su memoria y dar continuidad a sus proyectos.
Los visitantes que recorren este sitio tienen la oportunidad de explorar la biografía de la poetisa, algunos de sus escritos más emblemáticos, así como imágenes de Coatepec y de aquellos que contribuyeron a la difusión de su obra. Además, el museo ofrece visitas guiadas que permiten adentrarse en los diferentes espacios de la casa, descubrir sus obras y aprender sobre la historia de esta poetisa excepcional.
La Casa Museo María Enriqueta no solo es un espacio cultural y patrimonio del pueblo de Coatepec, sino también un lugar donde se conserva y se promueve el legado de esta ilustre poetisa. A través de eventos y talleres que enaltecen las artes, el museo continúa inspirando y enriqueciendo la vida cultural de la comunidad.

## Influencia

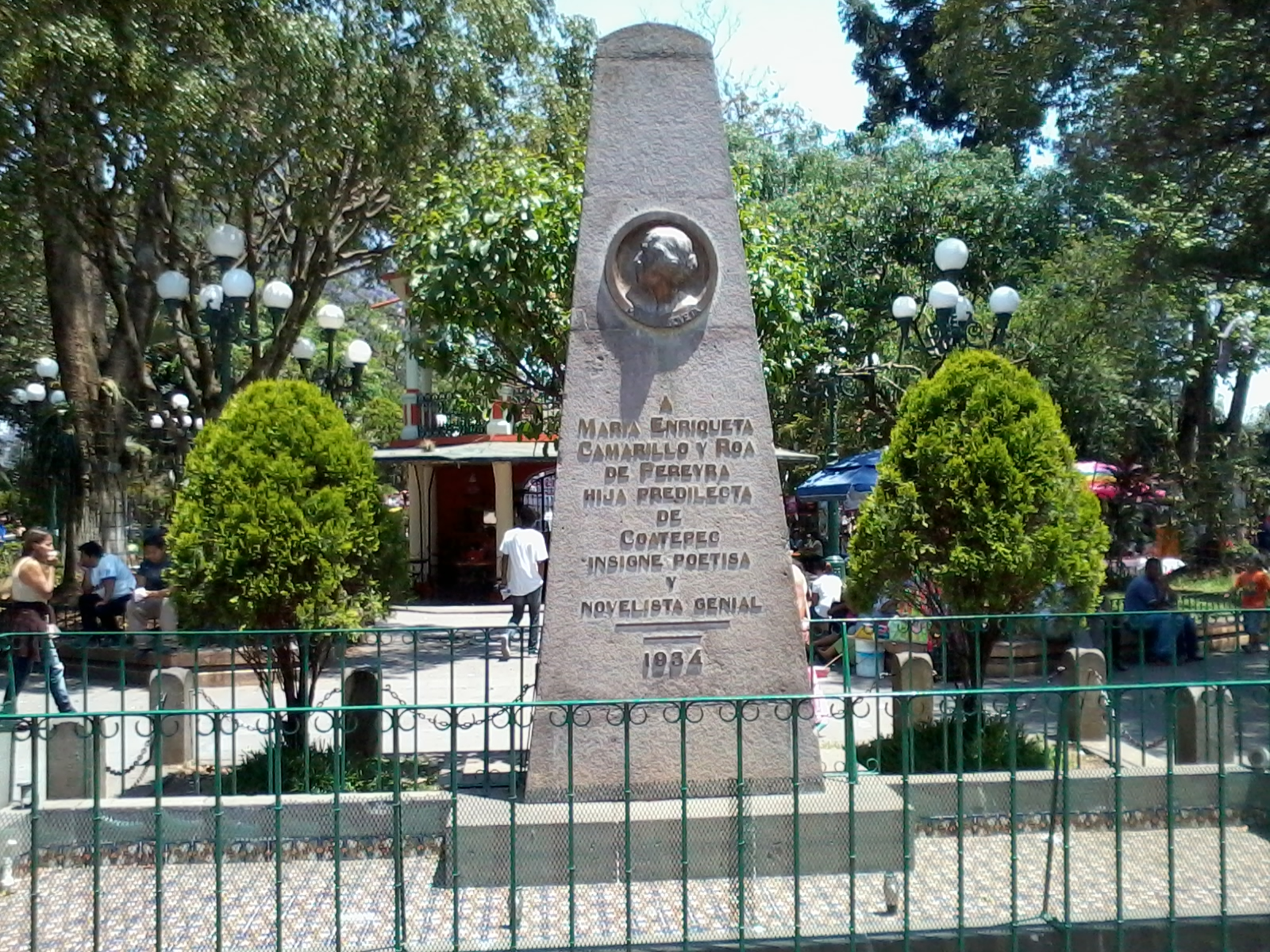
Medallón conmemorativo en memoria de María Enriqueta Camarillo y Roa de Pereyra, en una plaza del centro de Coatepec, Veracruz, en 2014.

Diferentes personajes ilustres han declarado la importancia que tuvo María Enriqueta en sus vidas. El bibliófilo mexicano Ernesto De la Torre Villar ha declarado en entrevistas que se inició como lector gracias a libros como Rosas de la infancia.